# Sialior
Sialior (Sialia) är släkte i familjen trastar inom ordningen tättingar. Släktet omfattar tre arter som förekommer i Nord- och Centralamerika från södra Kanada till nordöstra Nicaragua:
- Östsialia (S. sialis)
- Västsialia (S. mexicana)
- Bergsialia (S. currucoides)